# 1507
- Wikisource

| Calendário gregoriano                                                        | 1507 MDVII                                           |
| Ab urbe condita                                                              | 2260                                                 |
| Calendário arménio                                                           | 956 – 957                                            |
| Calendário bahá'í                                                            | -337 – -336                                          |
| Calendário budista                                                           | 2051                                                 |
| Calendário chinês                                                            | 4203 – 4204 Início a 13 de janeiro (aproximadamente) |
| Calendário copta                                                             | 1223 – 1224                                          |
| Calendário etíope                                                            | 1499 – 1500                                          |
| Calendários hindus - Vikram Samvat - Calendário nacional indiano - Cáli Iuga | 1562 – 1563 1428 – 1429 4607 – 4608                  |
| Calendário Holoceno                                                          | 11507                                                |
| Calendário islâmico                                                          | 913 – 914                                            |
| Calendário judaico                                                           | 5267 – 5268                                          |
| Calendário persa                                                             | 885 – 886                                            |
| Calendário rúnico                                                            | 1757                                                 |
| Calendário solar tailandês                                                   | 2050                                                 |

1507 (MDVII, na numeração romana) foi um ano comum do século XVI do Calendário Juliano, da Era de Cristo, a sua letra dominical foi C (52 semanas), teve início a uma sexta-feira e terminou também a uma sexta-feira.
| Ano completo                       |
| ---------------------------------- |
| Ano comum com início à sexta-feira |

## Eventos
- Construção da Igreja de Nossa Senhora da Estrela na vila da Ribeira Grande, ilha de São Miguel, Açores.
- A Vila das Velas surge pela primeira vez num mapa com esta denominação.
- Fim da Guerra Civil de Navarra, que durava desde 1451.
- 25 de abril - Martin Waldseemüller publica o mapa do mundo nomeando as terras do hemisfério oeste de América, em homenagem ao explorador Américo Vespúcio.
- 25 de Maio - Ordem do rei D. Manuel I no sentido de se proceder à construção de um novo hospital da Misericórdia.
- 6 de Agosto - Elevação do lugar da Ribeira Grande, ilha de São Miguel, à categoria de vila.
- 28 de Setembro - Doação da Capitania da ilha Graciosa, Açores, ao marechal D. Fernando Coutinho.
- Outubro - Conquista de Ormuz por D. Afonso de Albuquerque.

## Nascimentos
- 14 de Janeiro - Catarina de Áustria, rainha de Portugal (m. 1578).
- 1 de Outubro - Giacomo Vignola, arquitecto italiano.
- 1 de Outubro - Johannes Sturmius, erudito, pedagogo e fundador da Universidade de Estrasburgo (m. 1589).
- Dezembro - Brás Cubas, explorador português, co-fundador da vila de Santos e Mogi das Cruzes (m. 1592).